# Troxochrus scabriculus
Troxochrus scabriculus là một loài nhện trong họ Linyphiidae.
Loài này thuộc chi Troxochrus. Troxochrus scabriculus được Johan Peter Westring miêu tả năm 1851.